# Louis Borno
Pour les articles homonymes, voir Borno.
Eustache Antoine François Joseph Louis Borno, né le 20 septembre 1865 à Port-au-Prince et mort le 29 juillet 1942 Pétionville, est un avocat et homme politique haïtien qui est président de la République de 1922 à 1930, durant l’occupation américaine. Il s'adonnait également à la poésie, au roman et à la musique.
La fin de la Première Guerre mondiale et la défaite de l'Allemagne privent d'une part les rebelles haïtiens de leur principal soutien dans la guérilla, et de l'autre part soulagent les craintes des États-Unis quant à l'éventualité de la prise de contrôle d'Haïti par une puissance hostile. Néanmoins, l'occupation se poursuit après la fin de la Grande Guerre, malgré l'embarras dans lequel il plonge le président Wilson à la conférence de paix de Paris en 1919 et lors d'une enquête du Congrès américain en 1922.
En 1922, le président Dartiguenave est remplacé par Louis Borno, qui dirige le pays sans corps législatif jusqu'en 1930. Borno devient alors le premier président élu pour un mandat de quatre ans, à la suite de l'adoption de la Constitution de 1918. La même année, le général John H. Russell, Jr. est nommé haut-commissaire américain en Haïti. Le gouvernement Borno/Russell supervise l'expansion économique du pays, avec la construction de 1600 km de routes, l'établissement d'un central téléphonique automatique, la modernisation des infrastructures portuaires et la mise en place d'un système de santé publique. Le sisal est introduit en Haïti pour diversifier l'agriculture, et le pays augmente ses exportations de sucre et de coton. La prospérité américaine des années 1920 profite très peu aux Haïtiens, avec une agriculture qui ne se développe que lentement. Quand débute une profonde crise économique mondiale en 1929, les prix des produits haïtiens se mettent à chuter, exposant un pays très dépendant des marchés internationaux.
L’administration et l’armée sont professionnalisées et la corruption, combattue. La gendarmerie devient une force efficace. L'instruction publique, longtemps négligée, est reprise depuis le primaire et axée sur la formation professionnelle, au détriment des « libéralités » qui ne bénéficiaient qu'aux classes fortunées. Les infrastructures connaissent un essor sans précédent : Ainsi, le téléphone automatique est installé à Port-au-Prince ; les ports sont équipés de quais et de phares ; un service de santé publique est développé, avec hôpitaux et dispensaires de campagne. 1 700 km de routes sont créées et entretenues.
Toutefois, cette marche forcée vers la modernité se fait aux dépens de la démocratie, le Sénat restant dissout. En 1926, Borno est réélu par un Conseil d'État.
En 1929, la crise économique mondiale réduit les exportations agricoles alors que des taxes et normes nouvelles frappant les paysans. Le 6 décembre, des paysans protestataires se heurtent à des Marines au lieu-dit de Marchaterre : il y a plus de dix morts. L’opposition se déchaîne. Le président des États-Unis Herbert Hoover propose au Congrès l’envoi d’une commission d’enquête dans le but de se retirer d’Haïti. Elle est dirigée par William Cameron Forbes. En avril 1930, le mandat de Borno étant achevé, Louis Eugène Roy est élu président pour lui succéder.

## Jeunesse et études
Provenant d'une famille issue de la bourgeoisie, Louis Borno est licencié en droit en 1890 à la Faculté de Paris. Après ses études il fut directeur de l'École de droit de Port-au-Prince et membre fondateur de la Société de législation, groupe de réflexion politique moderniste. Il parlait couramment l'anglais, l'espagnol et l'italien.
En 1899, il fut chargé d'affaires en République dominicaine, puis, en 1908, ministre des Relations extérieures et des Cultes sous le régime de Pierre Nord Alexis. Le pays, ruiné par les guerres intestines et l’incurie de la plupart des dirigeants, intéressait les États-Unis qui, selon la doctrine Monroe, étendaient leur influence sur l’ensemble de la Caraïbe depuis la construction du canal de Panama.
En 1914, les États-Unis, alors dirigés par le président Woodrow Wilson, présentèrent un projet de contrôle des douanes et des finances d'Haïti. Borno, alors ministre des Relations extérieures et de la Justice du président Joseph Davilmar Théodore, refusa. Les États-Unis, qui s’étaient assuré en 1911 la mainmise sur la Banque nationale, en confisquèrent les réserves, malgré ses protestations.
Le 28 juillet 1915, le lynchage du président Vilbrun Guillaume Sam par une foule déchaînée dans le bâtiment de la légation de France où il s’était réfugié, constitua le prétexte à une intervention armée. Le jour même, les troupes américaines débarquaient.

## Carrière politique
Elles organisèrent l’élection d’un nouveau président : Philippe Sudre Dartiguenave et, sans attendre, imposèrent un traité de protectorat. Borno, nommé ministre des Relations extérieures et des Finances le 9 septembre, négocia pour y ajouter un engagement américain au développement économique du pays et refuser toute cession de territoire. Il dut faire face à l'opposition de principe des sénateurs haïtiens qui voyaient là une nouvelle colonisation. Borno déclara à la presse que le pays n’avait le choix qu’entre "la disposition définitive dans l’abjection, la famine et le sang ou la rédemption avec l’aide des États-Unis". Le texte fut voté à une grande majorité par le Sénat le 11 novembre 1915, après des débats houleux en présence de la foule.
Il fut ratifié par le Sénat américain le 28 février 1916, mais les États-Unis n’en respectèrent pas l’esprit. Ainsi, ils tentèrent en 1916 de placer tous les services publics sous l’autorité de la gendarmerie. Borno s’y opposa et les militaires américains obtinrent son départ en janvier 1917, après la défaite du gouvernement Dartiguenave aux élections de l'Assemblée Constituante. De nouveau nommé ministre le 20 juin 1918, Borno refusa que le conseiller financier américain Ruan ait autorité sur le gouvernement haïtien. Ruan fut rappelé en novembre, mais Borno dut, de nouveau, démissionner, au grand plaisir du colonel Russell, commandant des forces militaires américaines, qui écrivit: “un grand obstructionniste a démissionné, de sorte que la situation politique est maintenant plus brillante” (Dantès Bellegarde, Histoire du peuple Haïtien, 1953). Nommé alors ministre plénipotentiaire à Washington par le président Dartiguenave, l’agrément lui fut bien évidemment refusé. Borno se retira des affaires publiques pendant quelques années.
Le mépris et la brutalité des Américains envers les indigènes provoquèrent des révoltes armées dans les campagnes, menées par les « cacos », paysans qui, depuis la guerre d'indépendance, étaient restés armés et empreints d'une culture de révolte. Les troupes américaines matèrent ces mouvements dans le sang, au prix de plusieurs milliers de victimes. Gêné par l’impact médiatique de cette guerre et déçu de l’inefficacité de l’occupation, le président américain Harding décida, à la suite de l’envoi d’une commission d’enquête en novembre 1921, d’améliorer le niveau des administrateurs américains. Il nomma comme haut-commissaire John H. Russell, promu général.

## Président de la République

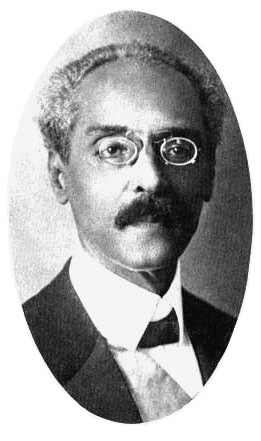
Louis Borno, président de la République.

Le mandat du président Dartiguenave venant à terme, le Conseil d’État, instance législative créée par la Constitution de 1918, se réunit et élit Louis Borno le 10 avril 1922, malgré une controverse sur son éligibilité et à la surprise des américains. Très vite, néanmoins, Borno sut s’entendre avec Russell. Se mit dès lors en place un pouvoir de « coopération franche et loyale » selon les intéressés et que l’opposition qualifia de « dictature bicéphale » : Les décisions se prenaient à deux et sans contre-pouvoir.
Dès son discours d'investiture, Borno annonça son programme de développement au profit avant tout des "masses laborieuses sur qui pèse, depuis trop longtemps, la principale charge de nos recettes budgétaires".
L’État haïtien était surendetté. Sa seule dette extérieure en 1914 représentait 4 années de recettes budgétaires. Borno décida en juin 1922 d’un emprunt de 23 millions de dollars qui permit d’apurer l’ensemble des dettes. Pour rassurer les prêteurs, il transféra la Banque nationale de la république d’Haïti à la National City Bank de New York. Les taxes à l’exportation, ressource traditionnelle de l'État, furent diminuées au profit de taxes internes. L'administration des Contributions fut confiée à des américains. Sous son mandat, la balance commerciale et le budget retrouvèrent l’équilibre et la contrebande cessa.
Les réalisations d’infrastructures furent particulièrement importantes: 1 700 km de routes carrossables et 189 ponts, remise en état de nombreux canaux d'irrigation, construction d’écoles, de 50 hôpitaux et dispensaires ruraux, de bâtiments publics, adduction d’eau potable dans les principales villes. Port-au-Prince lui doit son hôtel de ville, le quartier général de l’armée, le palais de justice, l’École de médecine et l’hôpital général ; elle fut de plus la première ville d'Amérique latine à disposer du téléphone automatique.
Borno s’opposa à l’américanisation de l'Instruction publique, ce qui constitua le point majeur de discorde avec Russell. Seule exception : l’enseignement agricole qui fut organisé avec une école centrale d’agriculture et 69 fermes-écoles dans le pays et dirigée par des fonctionnaires américains. Borno s’appuya sur l’Église catholique avec des congrégations françaises pour développer à faible coût un enseignement de qualité dans tout le pays, soustrait à l’influence américaine. Conscient que le français n’était pas parlé par le peuple, il fut le premier président à autoriser en 1924 l’usage du créole dans l’enseignement scolaire.
La paix fut restaurée.
À l’international, il fit un voyage officiel aux États-Unis en 1926 où il rencontra le président Coolidge et invita les investisseurs américains, mais sans grand succès. Il régla surtout avec le président dominicain Horacio Vásquez le conflit séculaire de la frontière entre les deux pays par le traité du 21 janvier 1929.
Le Conseil d’État, dont les 21 membres étaient nommés par le président, devait être provisoire, en attendant l’occasion du retour à la démocratie. Borno le conserva. Il en nomma les membres et se fit réélire par lui le 12 avril 1926. La presse constituait le seul contre-pouvoir. Elle se déchaîna. Le quotidien "Le Nouvelliste" l'agonissait d'injures et alla jusqu'à refuser d'écrire son nom. Borno règlementa la presse et fit plusieurs fois emprisonner des journalistes, dont l'écrivain Jacques Roumain.
Dès 1927, Borno envisagea d’exercer un troisième mandat, malgré la Constitution et le désaccord des États-Unis. En octobre 1929, les étudiants de l’école d’agriculture de Damien se mirent en grève. L'opposition entraîna les autres étudiants. Borno renonça à se représenter.
La crise économique mondiale de 1929 modifia la politique américaine. Le président Herbert Hoover entendit se désengager d’Haïti. Il nomma une commission à cette fin, présidée par William Cameron Forbes qui arriva en décembre 1929.
La crise s’ajoutait à des mesures mal vécues par les paysans (standardisation des produits d’exportation, taxes sur le tabac et l’alcool, réforme foncière). Les paysans s’agitèrent. Le 6 décembre, au lieu-dit de Marchaterre, un groupe affronta une compagnie de marines qui ouvrit le feu et fit des morts.
La commission Forbes auditionna l’opposition et conclut au retour à des chambres législatives électrices du président et à l’haïtianisation de l’administration, mais restait pessimiste sur la pérennité de la démocratie en Haïti. L’opposition choisit un nouveau président, Louis Eugène Roy. Mais ce dernier fut écarté par de nouvelles élections. La passation de pouvoir eut lieu le 15 mai 1930 avec le nouveau président Sténio Vincent.
Borno, après un séjour en France, se retira dans sa propriété sur les hauteurs de Port-au-Prince et ne prit plus part à la vie publique.